# (40444) Palacký
(40444) Palacký – planetoida z pasa głównego asteroid okrążająca Słońce w ciągu 5 lat i 29 dni w średniej odległości 2,95 j.a. Została odkryta 12 września 1999 roku w obserwatorium astronomicznym w  przez Petra Pravca i Marka Wolfa. Nazwa planetoidy pochodzi od Františka Palacký’ego (1798–1876), czeskiego historyka i polityka. Przed jej nadaniem planetoida nosiła oznaczenie tymczasowe (40444) 1999 RV35.